# ハンス・クリスチャン・アンデルセン
ハンス・クリスチャン・アンデルセン（デンマーク語: Hans Christian Andersen、デンマーク語発音: [ˈhanˀs ˈkʁæsd̥jan ˈɑnɐsn̩]（ハンス・クレステャン・アナスン）、1805年4月2日 - 1875年8月4日）は、デンマークの代表的な童話作家、詩人である。デンマークでは、「Andersen」が非常にありふれた姓であることから、フルネームを略したH. C. Andersen（デンマーク語読みで "ホー・セー・アナスン" [hɔse ˈɑnɐsn̩]、英語読みで"ハンズ・クリスチャン・アンダーソン"）と呼ばれる。
アンデルセンの童話は子供から大人まで人気が高く、現在も多くの国で愛されている。
代表作は「人魚姫」「みにくいアヒルの子」「マッチ売りの少女」「雪の女王」など。約170の作品を遺している。

## 生涯
1805年4月2日、フュン島の都市オーデンセで、22歳の流れ者の靴職人の父と数歳年下の母親の家で生まれる。洗濯婦の母親は私生児として生まれ、文盲で、結婚前は貧困から売春もしたが、働き者で信心深い人だった。一方、父親は「神は自分たちと同じ人間だ。悪魔は自分の胸の中にいる以外にない」などと発言するような合理的な考え方の人物だった。家は貧しく、1つの部屋を居間兼家族全員の寝室として使った。アンデルセンは、両親の溺愛と盲信によって育てられ、若い頃から想像力を発揮した。父親はルズヴィ・ホルベアの喜劇やアラビアン・ナイトを大声で読み、ハンスのために人形劇の舞台を作ってくれ、ハンスは人形の洋服を作り、話を作っては楽しんだ。1812年、父親は金と引き換えに、徴集命令のきた近所の農民の息子の代わりに2年間従軍したが、デンマークは1813年に財政破綻し、軍から支払われるはずの給金も得られなかった。精神を病んだ父親は絶望の中、1816年に亡くなった。父方の祖父も発狂死しており、アンデルセンは自分もそうなるのではないかと生涯不安に感じていたという。ハンスを可愛がってくれた父方祖母も病的な虚言癖を持っており、ハンスも平気で嘘をつく癖をもっていたが、その空想癖は作家としての創作力に役立った。父の死により自分の進路を決めなければならなくなり、学校を中退する。織工の見習いをしていたが、15歳の時、オペラ歌手になろうとし、1819年9月コペンハーゲンに行った。

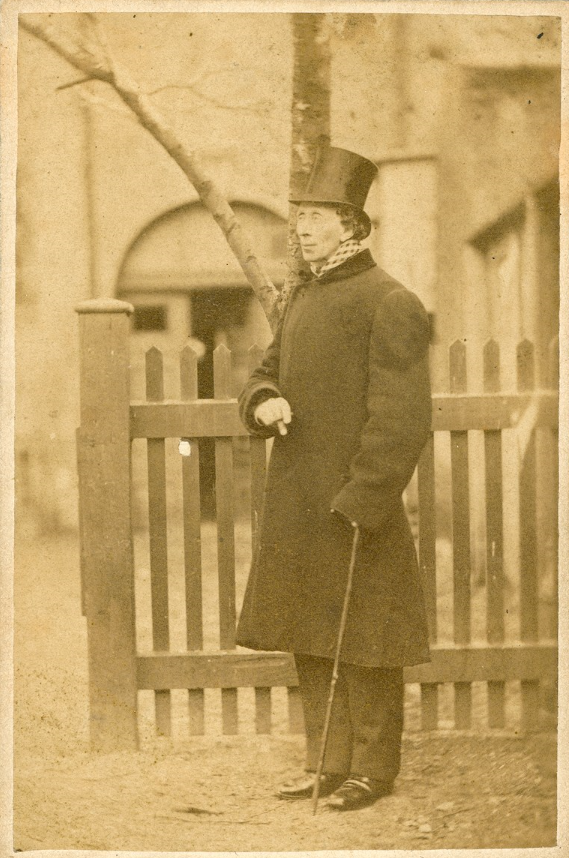
生涯の支援者だったヨナス・コリンの家の裏の庭でタバコを吸うアンデルセン。1862年。コリンはルズヴィ・ホルベアなども支援したデンマーク黄金時代のパトロンの一人で、アンデルセンはコリンを通じて多くの著名人や上流階級との知遇を得た

最初の3年間は困窮を極めた。彼が創作する劇作や歌なども認められなかった。その後も挫折を繰り返し、デンマーク王立バレエ団のバレエ学校にも在籍していた。自慢だったソプラノボイスも声変りして夢破れたが、困窮の中出会った作曲家のクリストフ・ウェイゼ（Christoph Weyse）やコペンハーゲン王立劇場のイタリア人歌手ジュゼッペ・シボーニ（Giuseppe Siboni）、詩人フレデリック・ヘーフ・グルベルグ（Frederik Høegh-Guldberg）らに可愛がられた。王立劇場の踊り子見習いとなり、同劇場の支配人だったヨナス・コリン（1776-1861）に寵愛され、デンマーク王の侍従であるコリンの口利きで王から学費援助を受け、大学にまで行くことが出来た。1822年には処女詩"Gjenfaerdet ved Palnatokes Grav"(パルナトケの墓の幽霊) を含む"Ungdoms Forsog"を筆名で上梓した。しかし、在学中の5年間（1822-1828年）は悲惨なものだった。文学的才能について学長から嘲笑されたりしたので、コリンは個人授業を受けさせた。1828年大学に入学し、文献学と哲学を学んだ。
1829年には、『ホルメン運河からアマゲル島東端までの徒歩旅行──1828と1829における』を自費で出版しドイツ語版も出るほどであった。1833年4月から翌1834年8月にかけてヨーロッパを旅行した。パリに滞在したのち、スイスの山村にこもって「アグネーテと人魚」を書き上げ祖国に送って出版する。好評は得られなかったが詩人にとっては画期をなした。秋からイタリアに移り各地を訪問。ローマ滞在中に『即興詩人』を書き始める。またローマで活動していたデンマークの彫刻家トーヴァルセンと親交を結んだ。
デンマークに戻ってきた1835年に最初の小説『即興詩人』を出版する。この作品は、発表当時かなりの反響を呼び、ヨーロッパ各国で翻訳出版されてアンデルセンの出世作となった。これによりアンデルセンは困窮を脱したが、現代では森鷗外訳を得た日本以外で顧みる者はほとんどいない。同年よりコペンハーゲンで『童話集』を発表するが、当初はむしろ不評であったという。

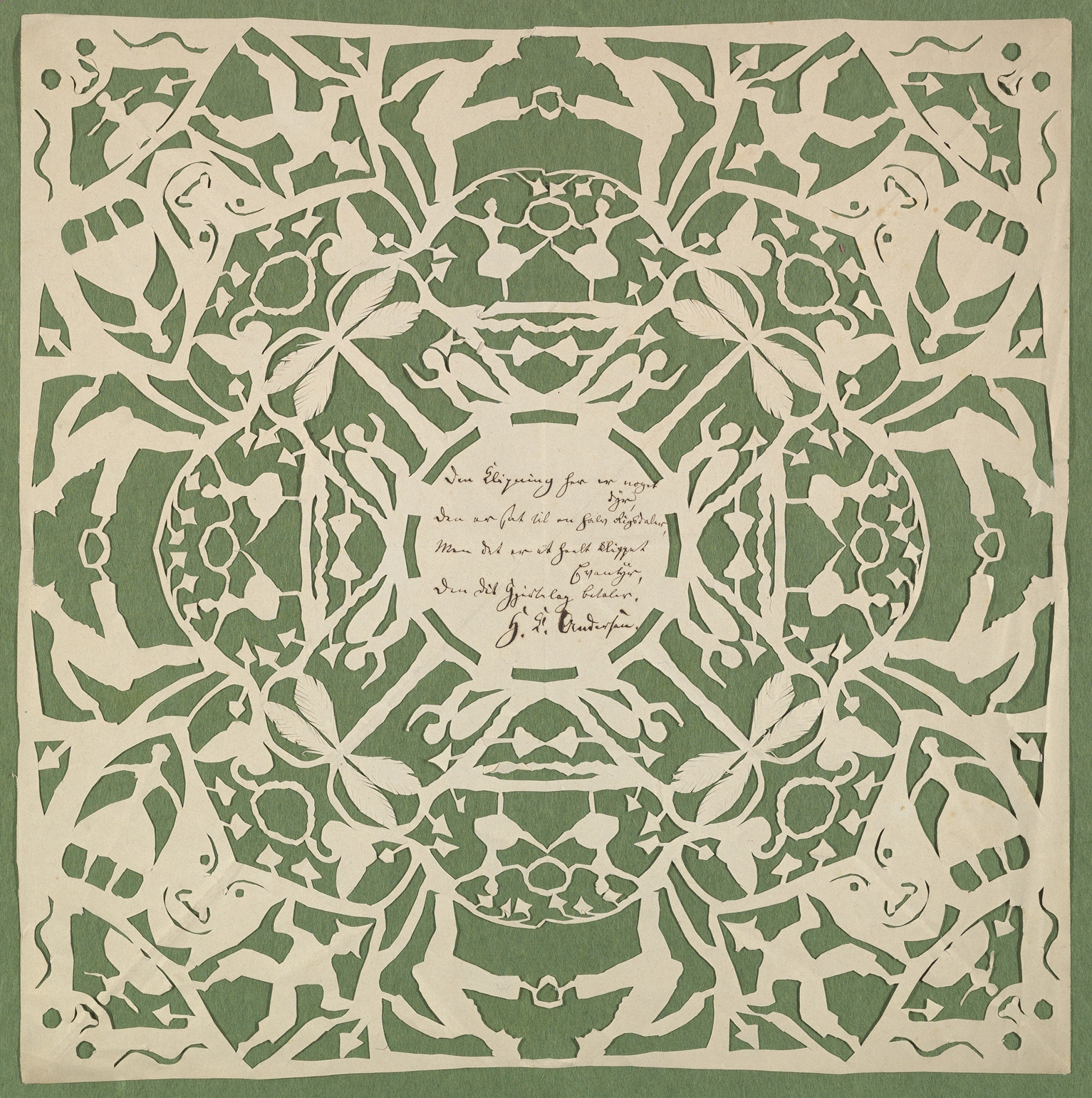
アンデルセンが得意としていた切り絵。1864年

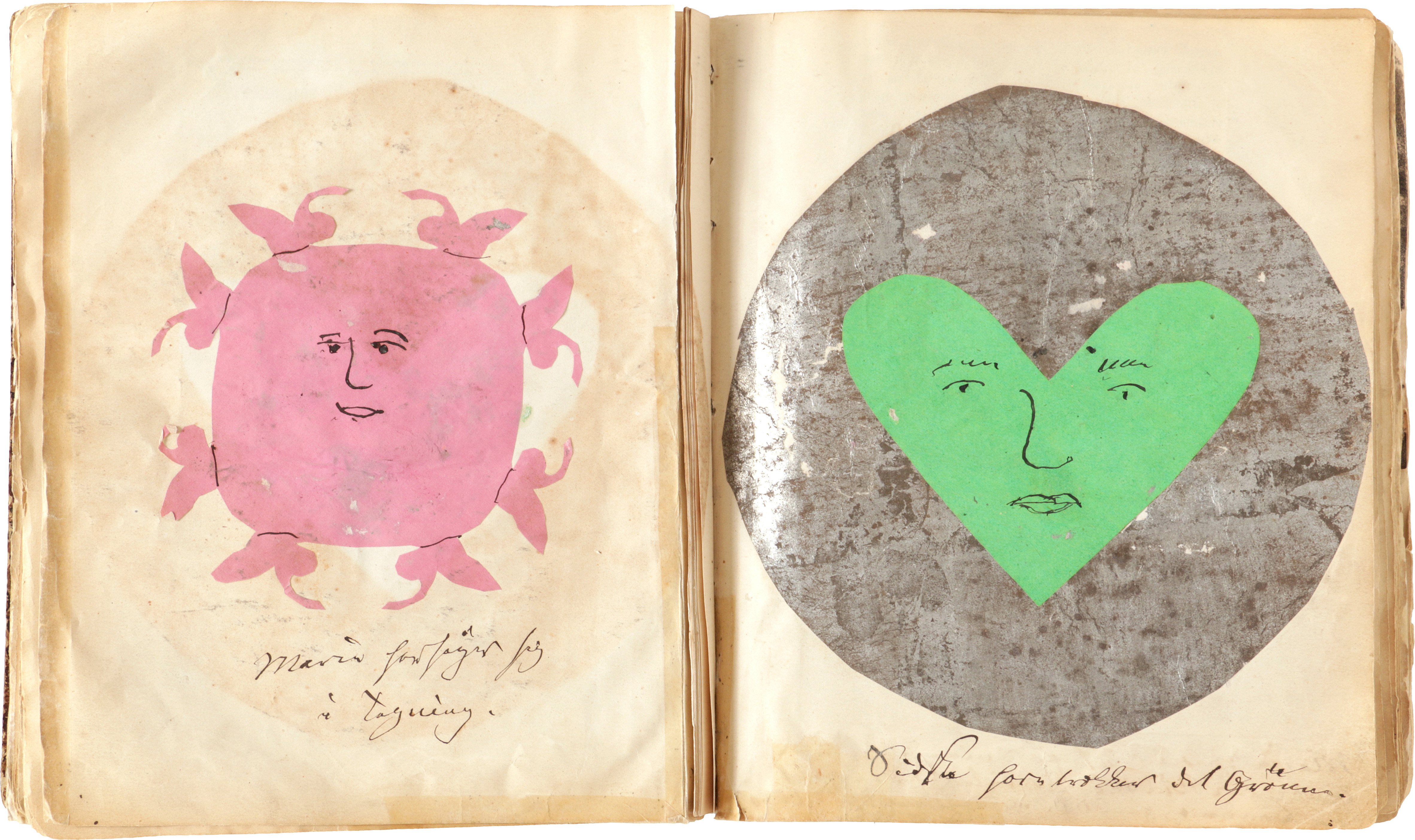
アンデルセン手作りの絵本。1868-69年。マリー・ヘンレゲス3歳の誕生日の贈り物

1843年1月からパリを訪問する。この頃には文名が揚がっていたため、バルザック、ヴィクトル・ユーゴー、アレクサンドル・デュマ父子、アルフォンス・ド・ラマルティーヌ、ダヴィッド、ハインリヒ・ハイネ、ラシェル・フェリックスなどの有名人多数と交友した。またこの年、ジェニー・リンドと再会し、彼女のデンマーク初公演を援助した。1850年以降は、友人の子供や孫たちのために、自作の切り絵などを貼りつけた絵本を多数作って贈っていた。
その後も死去するまでの間に多くの童話を発表しつづけた。アンデルセンの童話作品はグリム兄弟のような民俗説話からの影響は少なく、創作童話が多い。初期の作品では主人公が死ぬ結末を迎える物も少なくなく、若き日のアンデルセンが死ぬ以外に幸せになる術を持たない貧困層への嘆きと、それに対して無関心を装い続ける社会への嘆きを童話という媒体を通して訴え続けていたことが推察できる。しかし、この傾向は晩年になってようやくゆるめられていき、死以外にも幸せになる術があることを作中に書き出していくようになっていく。また極度の心配性であったらしく、外出時は非常時に建物の窓からすぐに逃げ出せるように必ずロープを持ち歩いた。さらに、眠っている間に死んだと勘違いされて、埋葬されてしまった男の噂話を聞いて以来、眠るときは枕元に「死んでません」という書置きを残していた。1872年春にベッドから落ちて怪我し、完全に回復しないまま1875年8月4日にコペンハーゲン近くの自宅Rolighedで死去した。
大学を卒業しなかったアンデルセンは、旅行を自分の学校として、多くの旅行記を書いている。グリム兄弟、バルザック、ディケンズ、ヴィクトル・ユーゴー、ルイ・シュポーア、ルイジ・ケルビーニ、ダヴィッドなど旅先で多くの作家や学者、芸術家と交友を深めた。生涯独身（未婚）であった。

## 没後

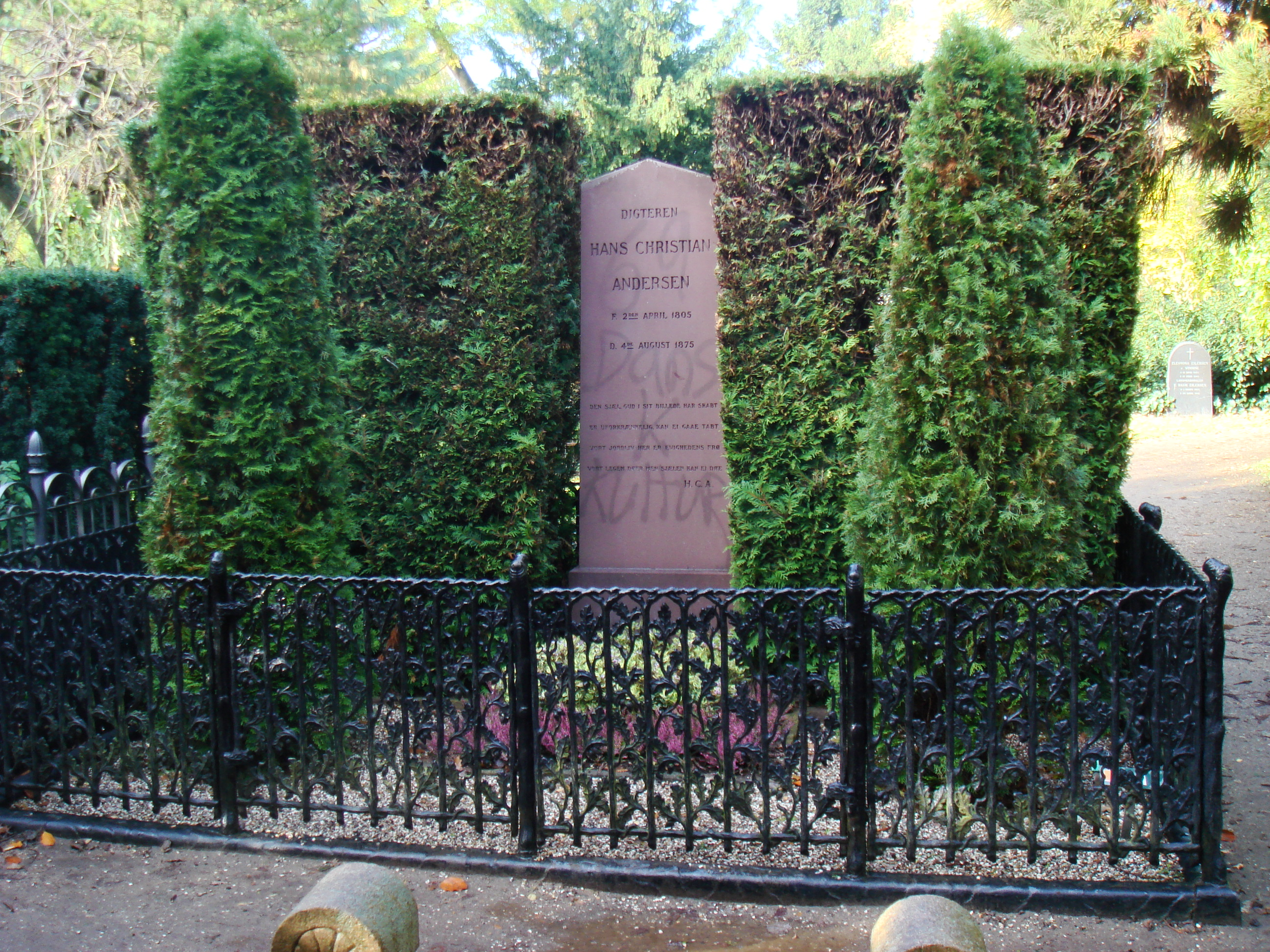
アンデルセンの墓。死後、ヨナス・コリン夫妻の墓の敷地内に埋葬されたが、のちにコリン家の子孫が夫妻の墓を別の場所に移したため現在はアンデルセンの墓石のみが建つ

アンデルセンが亡くなった時は、フレゼリク王太子や各国の大使、子供から年配者、浮浪者に至るまでコペンハーゲン聖母教会での葬式に並び大騒ぎになった。世界中で愛読されていたにもかかわらず、自身は常に失恋の連続だった。要因として、容姿や、若い頃より孤独な人生を送ったため人付き合いが下手だったこと、他にもラブレター代わりに自分の生い立ちから、童話作家としてデビューしたこと、初恋に敗れた悲しさなどを綿々と綴られた自伝を送るという変な癖があったことを指摘する人もいる。この著作は死後約50年経て発見された。それらによると生涯に三度、こうした手紙類を記したことが分かっている。探検家デイヴィッド・リヴィングストンの娘との文通は有名である。
彼の肖像は、デンマークの旧10クローネ紙幣に描かれていた。首都コペンハーゲンには人魚姫の像とダンス博物館に王立バレエ団時代の資料が、彼の生まれ故郷オーデンセにはアンデルセンの子供時代の家（一般公開）とアンデルセン博物館がある。また、1956年には彼の功績を記念して国際児童図書評議会 (IBBY) によって「児童文学への永続的な寄与」に対する表彰として国際アンデルセン賞が創設され、隔年に授与が行われている。この賞は「児童文学のノーベル賞」とも呼ばれ、高い評価を得ている。
1996年には、千葉県船橋市の公園「ワンパク王国」が同市とオーデンセ市の姉妹都市提携を受けて「ふなばしアンデルセン公園」に改装された。
2008年4月に、ゲイやレズビアンが隣り合って埋葬されることを目標とする団体「Regnbuen（虹）」がアンデルセンが眠る墓地（Assistens Kirkegård）の一角を借り、最大45人を埋葬できるホモセクシュアル専用の区画を設置した。また、アンデルセン童話に由来する「人魚姫の像」はしばしば破壊行為を受けているが、2008年7月にはアンデルセンが眠る墓地も襲われ、アンデルセンの墓を含む複数の墓石に抗議の落書きがなされた。
2012年にデンマーク国立公文書館は、アンデルセンの少年期の作品とみられる『獣脂ろうそく』なる未発表作品が同館で発見されたと発表した。

## 代表作品
- 即興詩人 (1835)
- 子どものための童話集（1835-1837）
  - 火うち箱
  - エンドウ豆の上に寝たお姫さま
  - 小クラウスと大クラウス
  - イーダちゃんの花
  - 親指姫
  - いたずらっ子
  - 旅の道連れ
  - 人魚姫
  - 裸の王様
- 子どものための童話新集（1838-1842）
  - しっかり者のスズの兵隊
  - 野の白鳥（白鳥の王子）
  - 空とぶトランク
  - ひなぎく
  - パラダイスの園
  - コウノトリ
- 絵のない絵本 (1839-1855)
- 新童話集 (1843-1848)
  - 天使
  - 小夜啼鳥（サヨナキドリ）
  - 仲よし
  - みにくいアヒルの子
  - もみの木
  - 雪の女王
  - 赤い靴
  - マッチ売りの少女
  - ある母親の物語
- 童話 (1850)
- 物語集 (1852-1855)
  - とび出した五つのエンドウ豆
  - 最後の真珠
- 童話と物語の新集 第一巻 (1858-1860)
  - 沼の王の娘
  - パンをふんだ娘
- 童話と物語の新集 第二巻 (1861-1866)
  - 雪だるま
  - 父さんのすることはいつもよし
  - 蝶
- 新しい童話と物語集 (1871-1872)
  - かたわもの

## 日本語訳作品集
- 『童話作品集』は児童文学では、新版が偕成社や福音館書店（大塚勇三訳）小学館（高橋健二訳）などで刊行。
- 作品の訳者は、他に大畑末吉（岩波書店）、山室静、矢崎源九郎、蘆谷蘆村が著名。
- 童話以外では東京書籍で、鈴木徹郎訳『アンデルセン小説・紀行文学全集』（全10巻、日本翻訳文化賞）があるが、版元品切。